# Leonidas John Guibas
Leonidas John Guibas (em grego:  Λεωνίδας Γκίμπας) é um informático grego naturalizado estadunidense.
Obteve um doutorado em 1976 na Universidade Stanford, orientado por Donald Knuth.